# Pylorus

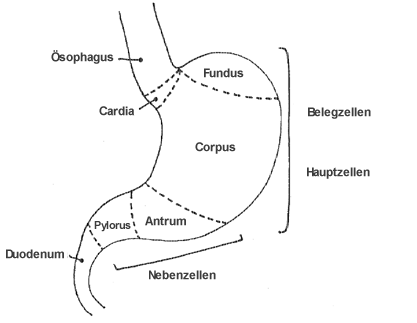
Pylorus syns till vänster.

Pylorus är den allra nedersta delen av magsäcken, omedelbart innan den nedre magmunnen, pylorussfinktern, och är den del av magsäcken som länkar samman med tolvfingertarmen, duodenum.